# Danica Pajović
Danica Pajović (Beograd, 9. maj 1984) srpski je dramaturg, scenarista i univerzitetski profesor.  

## Biografija
Diplomirala je dramaturgiju na Fakultetu dramskih umetnosti u Beogradu, gde je zaposlena kao vanredni profesor na Katedri za dramaturgiju.
Jedan je od osnivača i sekretar Udruženja scenarista Srbije (2015—2020).
Bila je članica je saveta Istraživačke stanice Petnica.

## Dela

### TV serije
- Žigosani u reketu (2019)[6]
- Senke nad Balkanom, RTS (2017)[7][8]
- Biti čovek: Ivo Andrić, RTS (2015)
- Priđi bliže, RTS (2010)
- Pare ili život, RTV Pink (2008-2009)
- Zaboravljeni umovi Srbije (epizoda: Milan Đ. Milićević), RTS (2008)

### Pozorišni komadi
- Ulcinjski gusar (režija: Milan Karadžić; Gradsko pozorište[мртва веза], 2011)[9]
- Kanjoš (režija: Slavenko Saletović;      CZK Tivat, 2006)[10]

## Spoljašnje veze
- Danica Pajović на веб-сајту  (језик: енглески)